# 方学世
方 学世（パン・ハクセ、朝鮮語: 방학세、1914年 - 1992年7月18日）は、朝鮮民主主義人民共和国の政治家・裁判官。高麗人（朝鮮系ソビエト連邦人）で、ロシア名はニコライ・イグナーチエヴィチ・パン（ロシア語: Николай Игнатьевич Пан）。

## 生涯
1914年、沿海州ポシエート近傍の貧農家庭に生まれる。1931年、ノヴォキエフスク（クラスキノ）の9年制学校を卒業し、同年秋にスヴェルドロフスク国立大学予科へ入学。翌年、同大学の法学部へ進み、1937年に最優等成績で卒業した。高麗人の追放によりカザフ・ソビエト社会主義共和国のクズロルダへ移り、市検察所予審員を2年務めた後、1940年まで地区検察所予審員、1940年から1942年まで地区副検事を務める。1942年10月、タルディコルガン州責任検事。1944年10月、クズロルダ州責任検事となる。
第二次世界大戦後、北朝鮮へ派遣され、ソ連軍第25軍行政司令部で活動した。1947年5月、北朝鮮人民委員会内務局情報処長。1948年9月、建国とともに内務省副相兼政治保衛局長に任じられる。朝鮮戦争中の1951年3月、内務省内の政治保衛局などの部門が分離独立して社会安全省が創設され、方学世が社会安全相に就任した。戦時下において通常の治安業務に加えて反体制勢力への対応等が増大したことから、当時内務省政治保衛局長だった方学世が公安専任組織の創設を強く主張したとされる。しかし、1年7か月後の1952年10月9日には社会安全省は再び内務省へ統合され社会安全局となる。社会安全省と内務省の並立により治安業務に混乱を来していたことが理由とされるが、内務相就任の内定していた方学世が社会安全省も自己の影響下に留めようとしたためともいう。同月から内務相を務める。
その後法曹界に転じ、1960年11月、最高裁判所副所長。また1966年11月からは労働党連絡局情報部長も務めた。1972年12月、中央裁判所所長に任じられ、1982年4月と1986年12月再任された。この間1982年の再任時に金日成勲章を授与され、1984年3月には労力英雄称号も受ける。中央裁判所所長に在任のまま、1992年7月18日に死去。朴成哲が葬儀委員長を務めた。
1948年3月、北朝鮮労働党中央委員会委員。1956年4月・1970年11月・1980年10月、朝鮮労働党中央委員会委員。
1948年8月、最高人民会議第1期代議員。1957年8月、第2期代議員。1967年11月、第4期代議員。1972年12月、第5期代議員。1982年2月、第7期代議員。1986年11月、第8期代議員。

## 評価
アンドレイ・ランコフによれば、方学世は朝鮮の「ベリヤ」であり、「ソ連派全体のなかで疑わしくもっとも悪名高い」人物である。とはいえ、方学世はソ連のエジョフやベリヤといった同類とは異なり、最後まで金日成の信頼を失わなかった。
張学鳳は、方学世が金日成の信奉者として数々の粛清を実行したことから、全世界に分布している北朝鮮系の人々は誰しも彼を無道な虐殺者と認めているとする。張によれば、李相朝は金日成に送った手紙の中で、方学世を直ちに逮捕して裁判にかけ処断しなければならないと強調した。